# Liga da Justiça (milícia)
A Liga da Justiça é a maior e mais conhecida facção de milicianos do Rio de Janeiro. O seu nome é uma referência ao grupo de super-heróis dos quadrinhos chamado Liga da Justiça, da DC Comics. Seu símbolo é o escudo do personagem dos quadrinhos Batman. Pertenceriam a essa milícia, segundo investigações oficiais, os políticos Jerominho e Natalino Guimarães, além do miliciano Batman.

## Histórico
O grupo criminoso foi criado entre 1995 e 1996, não com o nome de "milícia", mas como um grupo paramilitar conhecido como "Os Caras do Posto", alcunha concebida por seus integrantes se concentrarem em um posto de gasolina Texaco na Rua Guarujá, próximo à estação de trens da Flumitrens (atual Supervia) no bairro de Cosmos, na Zona Oeste do Rio de Janeiro. O grupo era liderado por Ricardo Teixeira Cruz e Aldemar Almeida dos Santos, conhecidos respectivamente como Batman e Robin. O grupo estendeu sua área de atuação para os bairros vizinhos de Campo Grande, Inhoaíba, Paciência e Santíssimo.
Ricardo Teixeira Cruz foi preso em 2009. Havia poucos registros de guerras entre milicianos, sendo o caso de maior repercussão até então o assassinato do chefe de Rio das Pedras, o inspetor Félix Tostes. Este caso teria sido motivado pela disputa entre membros de uma das facções milicianas rivais.
Em janeiro de 2009, foi iniciada uma série de assassinatos entre líderes de facções distintas. Tal guerra entre facções havia sido prevista em agosto de 2008 pela polícia, que teria descoberto o plano dos milicianos da Liga da Justiça de matar rivais da milícia de Rio das Pedras. No dia 5 do mesmo mês, Carlos Alexandre Silva Cavalcante, o "Gaguinho", apontado como membro da Liga da Justiça, indiciado pela comissão parlamentar de inquérito das milícias, foi morto a tiros, possivelmente por membros da Liga da Justiça, uma vez que, atuando como policial, participara horas antes da prisão de Natalino.
Em 2010, foi condenado a 12 anos de prisão. Atualmente, cumpre pena na Penitenciária Federal de Campo Grande.
Também foram condenados por integrar a facção o ex-vereador Jerominho Guimarães e seu irmão, o ex-deputado estadual Natalino Guimarães.
Segundo a polícia do Rio de Janeiro, após a prisão de Batman, a Liga da Justiça passou a ser comandada por Toni Ângelo de Souza Aguiar (Robin), também ex-policial militar do Rio de Janeiro.
Após a prisão de Toni Ângelo, em 2013, na Zona Oeste do Rio, o comando da Milícia Liga da Justiça passa para o ex-PM Marcos José Lima Gomes, o Gão, que foi preso em 2014 na Zona Oeste do Rio. A prisão de Gão inicia uma briga interna na Liga da Justiça com criminosos disputando a liderança e os negócios da milícia. Dois dos líderes, Batman e Toni, escolhem nomes diferentes para assumir a liderança; Batman escolheu o miliciano Dentuço, e Toni o ex-traficante Carlinhos Três Pontes. Dentuço, por sua vez, era um conhecido matador da milícia e escolhido por Batman para comandar às operações do grupo. Mas ele desaparece após ser sequestrado por 10 homens armados na comunidade do Barbante, em Campo Grande, Zona Oeste do Rio. Há suspeitas na época que Carlinhos Três Pontes que comandou a ação. 
Carlos Alexandre da Silva Braga, o Carlinhos Três Pontes ou CL, era um ex-criminoso originário da comunidade Três Pontes, na Zona Oeste do Rio. No início, há informações que Carlinhos Três Pontes era um criminoso da facção TCP, mas que se debandou para a milícia um tempo depois, se tornando um homem de confiança do ex-PM Toni Aguiar nas ruas.
Carlinhos Três Pontes ficou conhecido como o primeiro miliciano a costurar uma aliança entre a milícia e facções do tráfico (sobretudo o TCP), um fenômeno conhecido como Narco-Milícia, no Rio.

## Bonde do Ecko
Carlinhos Três Pontes morre em uma operação policial no ano de 2017. Seu irmão, Wellington da Silva Braga, o Ecko, assume o comando da milícia naquele mesmo ano. Uma informação que surgiu na época da morte do Carlinhos Três Pontes é que a milícia já não se chamava mais de Liga da Justiça, e sim de ''A Firma'', ainda no comando de Carlinhos. 
Com a morte dele e a ascensão de Ecko, a milícia agora é denominada de Bonde do Ecko, uma referência ao líder criminoso.
Ecko trabalhava num esquema de franquias. A milícia expandiu para a Baixada Fluminense abrindo franquias subordinadas ao Ecko, isso é, ele financiava com armamentos e homens em troca da porcentagens dos lucros criminosos locais.
Uma dessas franquias era comandada pelo miliciano Tandera, um dos principais homens da quadrilha do Ecko. Tandera, por sua vez, rompe com Ecko após desavenças internas na quadrilha, isso em meados de 2020 após a morte de 12 milicianos em Itaguaí, na Baixada Fluminense. Tandera se alia a milícias da Zona Norte do Rio, como a do Campinho, mas sem uma guerra declarada ainda ao Ecko. 
Ecko teve seu fim em uma operação policial no dia 12 de Junho de 2021, dia dos Namorados. Segundo os policiais, Ecko estava visitando uma namorada no dia em que foi localizado na comunidade Três Pontes. Baleado, ele ainda foi socorrido para o hospital, mas no trajeto ele reagiu e tentou pegar a arma de uma policial civil, ocasião em que foi morto.
A morte de Ecko leva a ascensão de mais um membro da Família Braga, como costumam nomear a família dos irmãos milicianos. Luís Antônio da Silva Braga, o Zinho, assume o comando da organização após a morte de Ecko. Zinho era conhecido por ser responsável pela contabilidade da milícia na época do comando de seus outros irmãos. Com a ascensão de Zinho, a guerra declarada com a quadrilha de Tandera, que estava fria, sem conflitos mútuos, toma outro rumo. Tandera então trava uma guerra contra Zinho, chegando inclusive ao ponto de várias vans serem queimadas na Zona Oeste, em setembro de 2021. Segundo a polícia, sete vans foram queimadas por ordem de Tandera.
Em 24 de dezembro de 2023, Luiz Antônio da Silva Braga, o Zinho, se entregou à Polícia Federal após duas operações consecutivas do Ministério Público do Rio de Janeiro e da Polícia Federal contra ele.